# El Rebollar (Burgos)
El Rebollar es una localidad de la comarca de Las Merindades, en la provincia de Burgos, Comunidad Autónoma de Castilla y León, España. Pertenece al término municipal de Merindad de Sotoscueva.

## Geografía
En el valle del río Trema.; a 20 km de Villarcayo, cabeza de partido, y a 96 de Burgos. La línea de Feve (Bilbao - León) pasa por El Rebollar todos los días, llamándose esta parada Redondo. Este tren pasa a las 16:26 dirección León y a las 19:26 dirección Bilbao. El recorrido desde Bilbao es de unas 2 h y desde León unas 5 horas.

## Demografía
En el censo de 1950 contaba con 21 habitantes, reducidos a 0 en 2009. Pero la población en verano y fines de semana se incrementa, debido a que hay 5 casas habitables y 1 iglesia, donde se encuentra Nuestra Señora del Rebollar.

## Parroquia
Iglesia de Nuestra Señor del Rebollar, dependiente de la parroquia de Cornejo en el Arcipestrazgo de Merindades de Castilla la Vieja, diócesis de Burgos
En esta parroquia se hacen 10 u 11 misas al año, dependiendo en que caiga el 14 de septiembre, Día de la Exaltación de la Santa Cruz.
Se hace una novena en el mes de mayo. Suele empezar sobre el segundo o tercer sábado de mayo. Dura 9 días y suele acudir gente de las poblaciones vecinas. Hace pocos años se sacaba a la Virgen, Nuestra Señora del Rebollar, de procesión, pero debido a que ya no va casi nadie joven a la Iglesia se dejó de hacer. Todos los días de la novena se canta la canción a Nuestra Señora del Rebollar y una oración dedicada también a Nuestra Señora del Rebollar.
El otro día de misa es el sábado siguiente al 14 de septiembre. El 14 de septiembre también se celebra misa.